# Chaitophorus nigricantis
Chaitophorus nigricantis är en insektsart som beskrevs av Pintera 1987. Enligt Catalogue of Life ingår Chaitophorus nigricantis i släktet Chaitophorus och familjen långrörsbladlöss, men enligt Dyntaxa är tillhörigheten istället släktet Chaitophorus och familjen borstbladlöss. Arten är reproducerande i Sverige.

## Underarter
Arten delas in i följande underarter:
- C. n. nigricantis
- C. n. mongolicus